# Comté de Saint-Hyacinthe
Pour les articles homonymes, voir Saint-Hyacinthe (homonymie).
Le comté de Saint-Hyacinthe était un comté municipal du Québec ayant existé entre 1855 et le début des années 1980. Le territoire qu'il couvrait fait aujourd'hui partie de la région de la Montérégie et est compris dans les MRC des Maskoutains et de la Vallée-du-Richelieu. Son chef-lieu était la ville de Saint-Hyacinthe.

## Municipalités situées dans le comté
- La Présentation
- Saint-Barnabé-Sud
- Saint-Charles-sur-Richelieu
- Saint-Damase
- Saint-Denis-sur-Richelieu
- Sainte-Madeleine
- Sainte-Marie-Madeleine
- Saint-Hugues
- Saint-Hyacinthe
- Saint-Jude